# Steve Sekely
Pour les articles homonymes, voir Les Sekely et Szekely.
Steve Sekely ou Étienne Szekely, ou encore Stefan Szekely, né István Székely le 25 février 1899 à Budapest (Empire austro-hongrois) et mort le 9 mars 1979 à Palm Springs en Californie aux États-Unis, est un réalisateur, scénariste et producteur de cinéma hongrois.

## Biographie

### Carrière en Europe
Cinéaste hongrois, István Székely, commença sa carrière de réalisateur dans son pays, et parallèlement en Allemagne sous le nom de Stefan Szekely, et en France sous le nom d'Étienne Szekely. Il a réalisé au cours de sa carrière près d'une soixantaine de films.
En 1932, le réalisateur Adolphe Osso a demandé à Pierre-Gilles Veber d’élaborer un scénario original pour prolonger les aventures de Rouletabille d'après l'œuvre de Gaston Leroux. Le film est réalisé en Hongrie par István Székely, Rouletabille aviateur, interprété par les acteurs français Roland Toutain et Lisette Lanvin. Les extérieurs sont tournés dans les rues de Budapest, dans la campagne hongroise, et autour du lac Balaton.
En 1935, Székely travaille avec László Vajda qui retrouve son pays natal, quitté à cause de la dictature de Miklós Horthy, et qui assura le montage des films musicaux de István Székely, comme Ball im Savoy en 1935, film tchèque tourné en langue allemande.
Székely a également écrit le scénario de plusieurs films, notamment le sien, Die große Sehnsucht, ainsi que ceux de Címzett ismeretlen de Béla Gaál, Der Nächste, bitte! d'Erich Schönfelder, Kult ciala de Michal Waszynski.

### Carrière aux États-Unis
En 1939, il quitte la Hongrie pour Hollywood, où il se fait appeler Steve Sekely et devient citoyen américain. Il tourne de nombreux films, dits de série B, dont certains connaissent le succès, notamment Revenge of the Zombies en 1943, avec John Carradine, Femmes enchaînées (Women in Bondage) en 1943 avec Gail Patrick, Nancy Kelly et Nanette Bordeaux, Lady in the Death House en 1944 avec Lionel Atwill, en 1946, The Fabulous Suzanne avec Barbara Britton, Rudy Vallee et Otto Kruger, Le Balafré en 1948, Amazon Quest en 1949 avec Tom Neal, 
Par la suite il réalise moins de films, trois seulement dans les années 1950 dont Un émule de Cartouche (Le avventure di Cartouche) en 1954 en Italie avec Richard Basehart et Patricia Roc. Sa carrière s'achève avec son avant-dernière œuvre, La Révolte des Triffides en 1962, d'après le roman de John Wyndham, puis son dernier film américain en 1968 Kenner. En 1973, il tourne un ultime film en Hongrie, Lila akác, remake de sa propre comédie éponyme tournée une première fois en 1934.

## Filmographie partielle
- 1930 : Die große Sehnsucht
- 1931 : Seitensprünge
- 1931 : Hyppolit, a lakáj
- 1932 : Piri mindent tud
- 1932 : Rouletabille aviateur
- 1933 : La Marche de Rakoczi (Rákóczi induló)
- 1933 : Skandal in Budapest
- 1934 : Lila akác
- 1934 : Búzavirág (en)
- 1935 : Ball im Savoy
- 1936 : Café Moszkva
- 1937 : Szerelemböl nösültem
- 1938 : Két fogoly
- 1939 : Miracle on Main Street
- 1943 : Behind Prison Walls
- 1943 : Revenge of the Zombies
- 1943 : Femmes enchaînées (Women in Bondage)
- 1944 : Lady in the Death House
- 1944 : Waterfront
- 1944 : My Buddy (en) de Steve Sekely
- 1944 : Lake Placid Serenade
- 1946 : The Fabulous Suzanne
- 1948 : Le Balafré (Hollow Triumph)
- 1949 : Amazon Quest
- 1952 : Orient Express (série TV)
- 1951 : Stronghold
- 1954 : Un émule de Cartouche (Le avventure di Cartouche)
- 1963 : La Révolte des Triffides (The Day of the Triffids)
- 1968 : Kenner
- 1973 : Lila akác